# Ali Muhammad Sabir
Ali Muhammad Sabir, né le 2 juin 1987, est un coureur cycliste pakistanais.

## Palmarès
- 2007
  - 3e étape du Tour du Pakistan[1]
  - Independence Day Classic
- 2008
  - 11e étape du Tour du Pakistan
  - Champion of the Hills
- 2010
  - 6e et 7e étapes du Tour du Pakistan
  - 2e du championnat du Pakistan sur route
- 2011
  -  Champion du Pakistan du contre-la-montre
  - Tour du Pakistan :
    - Classement Général
    - 1re, 2e, 5e, 6e et 7e étapes

  - 2e du championnat du Pakistan sur route
- 2014
  -  Champion du Pakistan du contre-la-montre
- 2016
  - Tour de Mohmand[2],[3]